# Obraz Matki Bożej Krasnobrodzkiej
Obraz Matki Bożej Krasnobrodzkiej – wizerunek przedstawiający Matkę Boską z Dzieciątkiem, znajdujący się w rzymskokatolickim Kościele Nawiedzenia Najświętszej Maryi Panny w Krasnobrodzie.

## Opis
Krasnobrodzki obraz Matki Bożej został wykonany w poł. XVII w. metodą metalorytniczą na papierze mszalnym w nieznanej drukarni. Jest on kopią obrazu Madonna w Różanym Ogrodzie, włoskiego malarza Francesco Raiboliniego (Francii) z Bolonii (1430-1517), znajdującego się w Pinakotece Monachijskiej. Przedstawia Maryję w białej szacie adorującą Dzieciątko, spoczywające u jej stóp. Jezus wyciąga rękę w kierunku Maryi w geście błogosławieństwa. W lewym rogu obrazka widnieje Duch Św. w postaci spadającej gołębicy. Scena adoracji umieszczona została w ogrodzie różanym. Całość otacza wieniec ze stylizowanych kwiatów i łaciński napis Pulchrior est Infans Sole at Sol Virgo refulgens spectata in coelis, spectata in Orbe Deum, który w przekładzie brzmi: „Dziecię piękniejsze od słońca. Dziewica jak słońce jaśniejąca. Oglądajcie na niebie i na ziemi Boga”. Obrazek umieszczony jest w srebrnej ramce, którą wieńczą aniołki trzymające koronę. Cudowny wizerunek jest zamieszczony na swej powiększonej kopii, którą wykonał w 1964 r. krakowski malarz prof. Tadeusz Korpal (1889 - 1977). 

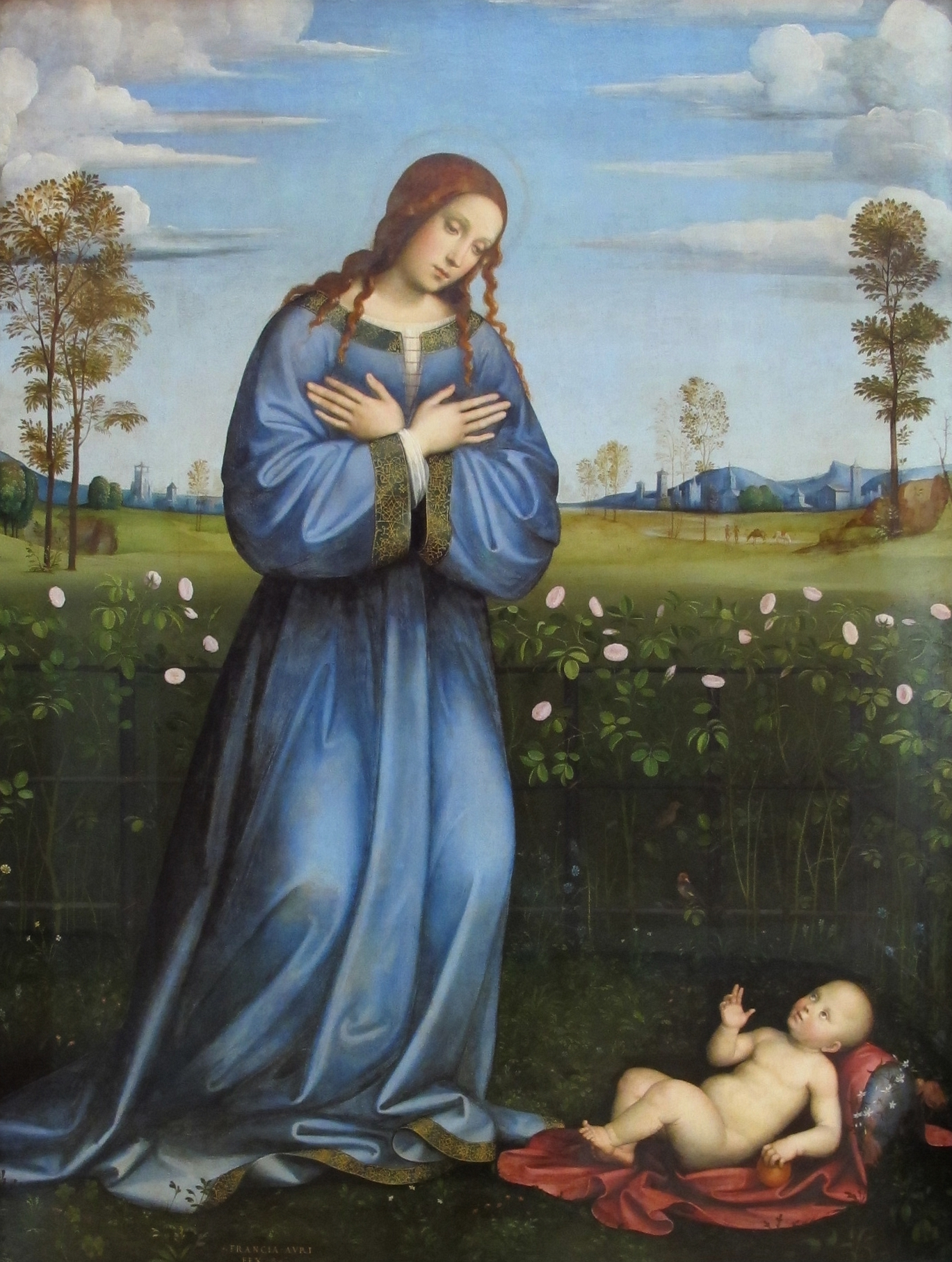
Francesco Francia, Madonna w Różanym Ogrodzie, ok. 1500 r.

## Historia
5 sierpnia 1640 r. Jakubowi Ruszczykowi, mieszkańcowi wsi Szarowola, dręczonemu opętaniem, ukazała się w lesie w pobliżu Krasnobrodu Matka Boża, która poleciła wystawić figurę na chwałę Chrystusa, obiecując w zamian uwolnienie od choroby. Wyleczony Jakub, w dowód wdzięczności wystawił figurę w miejscu objawienia, które stało się powszechnie odwiedzanym przez wiernych. Pątnicy, przybywając po uzdrowienie zostawiali przy figurze wota.
Jesienią 1648 r., wojska Bohdana Chmielnickiego w pochodzie na zamojską twierdzę, zdewastowały miejsce objawienia. Zniszczeniu uległa figura, zrabowano cenniejsze dewocjonalia, a inne zniszczono. Wiosną 1649 r. miejscowa ludność znalazła mały obrazek, przedstawiający Matkę Bożą adorującą Dziecię Jezus. Obrazek, pomimo że przeleżał od jesieni do wiosny w błocie, zachował swoją świeżość co wierni uznali za fakt nadzwyczajny. Otoczono go czcią i kultem. 
W latach 1648-64, w miejscu objawień powstał drewniany kościółek z fundacji Katarzyny z Ostrogskich Zamoyskiej, w którym umieszczono cudowny wizerunek. W 1654 roku biskup chełmski Stanisław Pstrokoński powołał komisję, na czele której stanął sufragan Mikołaj Świrski. Po przesłuchaniu świadków w sporządzonym protokole uznano prawdziwość objawień i kultu cudami słynącego obrazka. Do opieki nad miejscem objawień Jan Sobiepan Zamoyski, wojewoda sandomierski sprowadził dominikanów, którzy byli kustoszami krasnobrodzkiego sanktuarium w latach 1664-1864. W 1671 roku biskup chełmski Stanisław Jacek Święcicki podczas wizytacji kanonicznej stwierdził kult obrazu i obecność licznych wotów ofiarowanych za doznane łaski. W 1674 r. Jan Zamoyski wysłał do krasnobrodzkiego sanktuarium Komisję Teologiczną Akademii Zamoyskiej w osobie rektora Bazylego Rudomicza i księdza Czesława Sulickiego, aby jeszcze raz zbadać sprawę. W protokole stwierdzono prawdziwość objawienia i szerzący się kult obrazka oraz cuda. W 1673 r. drewniany kościółek został spalony przez Tatarów i ponownie obrazek wyciągnięto ze zgliszcz w stanie nienaruszonym. Uratowany wizerunek przeniesiono wówczas do Zamościa i umieszczono w katolickiej świątyni obrządku ormiańskiego. W 1680 r. łaski uzdrowienia za sprawą cudownego obrazka doznała Maria Kazimiera d’Arquien, żona króla Jana III Sobieskiego. Jako wotum wdzięczności wystawiła murowany kościół (1690-1699), a nieco później klasztor. Cudowny wizerunek został umieszczony w ołtarzu głównym nowej świątyni. Podczas wojny północnej w 1703 roku obrazek ponownie przebywał w Zamościu. W czasie okupacji niemieckiej przechowywany był w rezydencji hr. Kazimierza Fudakowskiego.
Dnia 4 lipca 1965 roku biskup lubelski Piotr Kałwa dokonał na prawie papieskim koronacji cudownego obrazka wraz z powiększoną kopią. 

## Kult
Sanktuarium Matki Bożej Krasnobrodzkiej jest głównym sanktuarium maryjnym Diecezji Zamojsko-Lubaczowskiej. Ku czci Matki Bożej są tu doroczne odpusty: Matki Bożej „Jagodnej” (2 lipca), Matki Bożej „Zielnej” (15 sierpnia), Matki Bożej „Siewnej” (8 września) oraz Matki Bożej Różańcowej (pierwsza niedziela października).